# Colaranea melanoviridis
Colaranea melanoviridis är en spindelart som beskrevs av Court och Forster 1988. Colaranea melanoviridis ingår i släktet Colaranea och familjen hjulspindlar. Inga underarter finns listade i Catalogue of Life.